# Confessione religiosa
Una confessione religiosa è un soggetto collettivo, inteso come gruppo organizzato di individui, che ha come obiettivo quello di professare una fede religiosa esercitandone il culto.

## In Italia

### Nella Costituzione
La figura giuridica delle "confessioni religiose" è stata istituita dall'articolo 8, comma 1° della Costituzione. I commi successivi attribuiscono alle "confessioni religiose diverse dalla cattolica" la libertà di esistere e di organizzarsi con propri statuti, purché non contrastino con l'ordinamento giuridico italiano e gli garantiscono rapporti con lo Stato regolati per legge sulla base di intese con le relative rappresentanze. Questa disciplina tende a compensare le confessioni "diverse dalla cattolica", imitando, ma con notevoli differenze, il regime dei rapporti fra Chiesa cattolica e Stato italiano, quale era stato instaurato dal regime fascista con la stipula dei "Patti lateranensi" del 1929.
Benché alcune leggi e una parte della dottrina abbiano parlato di "confessioni religiose senza intesa", questa dizione non è corrispondente alla parola e allo spirito del testo costituzionale, che distingue le "forme sociali della religiosità", categoria generale delle forme di socialità religiosa, protetta nell'articolo 19, le "associazioni o istituzioni a carattere ecclesiastico e con fine di religione o di culto, protette nell'articolo 20 da discriminazioni provenienti da pubblici poteri e le "confessioni religiose", categoria più ristretta numericamente, ma più significativa, dal punto di vista del rilievo sociale. L'appartenenza di una formazione sociale religiosa alla categoria delle confessioni religiose è stabilita dal Governo, nel momento in cui accetta di avviare la trattativa con la rappresentanza del soggetto religioso per la stipula dell'intesa ed è sanzionata dal Parlamento, nel momento in cui approva la legge riproduttiva dell'intesa.
Per l'attuale permanenza in vigore della legge n. 1159 del 1929, cd. "sui culti ammessi nello Stato", le uniche altre forme associative della religiosità oggi riconosciute dallo Stato, oltre alle confessioni che hanno l'intesa, sono appunto i "culti ammessi", cioè che hanno avuto riconoscimento di personalità giuridica in base a questa legge.
Nelle intese, le Confessioni religiose hanno specifica garanzia di costituzione, organizzazione, qualificazione del personale, tutela delle attività religiose e di potere avere luoghi fisici deputati allo svolgimento delle attività (chiese, templi, sinagoghe, etc),  sono abilitate allo svolgimento di attività di proselitismo (se lo vogliono) e servizi di tipo pastorale (assistenza religiosa, istruzione religiosa, etc,). Possono celebrare matrimoni religiosi che scaturiscono anche effetti nello Stato.  Partecipano a molte forme di intervento promozionale dello Stato in favore dalla religione (8x1000, detassazione delle liberalità in loro favore in modesta misura, contributi finanziari per l'edilizia di culto, etc)

### Tipi di tutela

#### Confessione riconosciuta
Una confessione religiosa riconosciuta è una confessione che ha chiesto il riconoscimento civile secondo lo schema previsto dall'ordinamento: presentazione di una richiesta al Ministero dell'Interno, con allegata una copia autentica dello Statuto, oltre ad altri documenti che l'istante ritenga idonei per far conoscere la propria natura. La Direzione degli affari dei culti del Ministero indaga sulla veridicità dello Statuto e dei documenti, controlla la non contrarietà di questi con l'ordinamento giuridico e, eventualmente, concede la personalità giuridica civile come "culto ammesso nello Stato", ai sensi della legge n.1159 del 1929. Le confessioni riconosciute godono di molti diritti in più delle confessioni di fatto, potendo avviare trattative con lo Stato per stipulare un'Intesa.
Il regio decreto n.289 del 1930, di attuazione della predetta legge, consentiva all'autorità amministrativa penetranti ingerenze negli enti dei culti ammessi, dalle più leggere come ispezioni e visite, alle più severe e pesanti come il controllo dell’amministrazione interna dell’ente. Tuttavia il governo non si avvale mai di tali poteri, poiché sono aboliti per incompatibilità con gli articoli 8, 19 e 20 della Costituzione, che impediscono speciali limitazioni e ingerenze statali nei confronti delle confessioni religiose: è un classico caso di abrogazione tacita per incompatibilità con una legge successiva.

#### Confessione di fatto
Poiché l'articolo 2 della Costituzione tutela tutte le "formazioni sociali nelle quali si svolge la personalità dell'uomo" come diritto inviolabile e l'articolo 19 garantisce la "professione di fede religiosa" anche in forma associata, ne consegue che ogni organizzazione della religiosità collettiva, anche se ha caratteri e struttura che le consentirebbero di ottenere la qualificazione giuridica di confessione religiosa, può esistere anche di fatto. Cioè senza istituzionalizzare nel sistema giuridico la propria esistenza. A questo tipo di confessione spettano i diritti comuni a tutte le formazioni sociali religiose, il diritto all'eguale libertà religiosa e la possibilità di chiedere all'autorità amministrativa il riconoscimento.

### Confessioni religiose riconosciute dalla Repubblica Italiana
di seguito l'elenco delle Confessioni religiose riconosciute che hanno accordi o intese con la Repubblica Italiana:
| Religione     | Ente rappresentativo                                                      | Atto di riconoscimento                                        |
| ------------- | ------------------------------------------------------------------------- | ------------------------------------------------------------- |
| Cristianesimo | Santa Sede/CEI (Cattolicesimo)                                            | L. n. 222 del 20 maggio 1985 DPR n. 33 del 13 febbraio 1987   |
| Cristianesimo | Tavola Valdese                                                            | L. n. 449 dell'11 agosto 1984 L. n. 409 del 5 ottobre 1993    |
| Cristianesimo | Unione Italiana delle Chiese Cristiane Avventiste del 7º giorno           | L. n. 516 del 22 novembre 1988 L. n. 637 del 20 dicembre 1996 |
| Cristianesimo | Assemblee di Dio in Italia                                                | L. n. 517 del 22 novembre 1988                                |
| Cristianesimo | Unione cristiana evangelica battista d'Italia (UCEBI)                     | L. n. 116 del 12 aprile 1995 L. n. 34 del 12 marzo 2012       |
| Cristianesimo | Chiesa Evangelica Luterana in Italia (CELI)                               | L. n. 520 del 29 novembre 1995                                |
| Cristianesimo | Sacra Arcidiocesi Ortodossa d'Italia ed Esarcato per l'Europa Meridionale | L. n. 126 del 30 luglio 2012                                  |
| Cristianesimo | Chiesa di Gesù Cristo dei santi degli ultimi giorni                       | L. n. 127 del 30 luglio 2012                                  |
| Cristianesimo | Chiesa Apostolica in Italia                                               | L. n. 128 del 30 luglio 2012                                  |
| Cristianesimo | Associazione "Chiesa d'Inghilterra"                                       | L. n. 240 del 29 dicembre 2021                                |
| Ebraismo      | Unione delle comunità ebraiche italiane                                   | L. n. 101 dell'8 marzo 1989 L. n. 638 del 20 dicembre 1996    |
| Buddhismo     | Unione buddhista italiana                                                 | L. n. 245 del 31 dicembre 2012                                |
| Buddhismo     | Istituto Buddista Italiano Soka Gakkai                                    | L. n. 130 del 28 giugno 2016                                  |
| Induismo      | Unione Induista Italiana - Sanatana Dharma Samgha                         | L. n. 246 del 31 dicembre 2012                                |